# Copa Internacional Alcaldía de Medellín
La Primera Copa Internacional Alcaldía de Medellín se realizó entre el 18 de octubre y el 24 de octubre del 2010, en la Ciudad de Medellín, el certamen sirvió para las selecciones Sub-20 de preparación para el Campeonato Sudamericano Sub-20 en Perú y la Copa Mundial de Fútbol Sub-20 de 2011 que se llevó a cabo en Colombia.

### Estadio

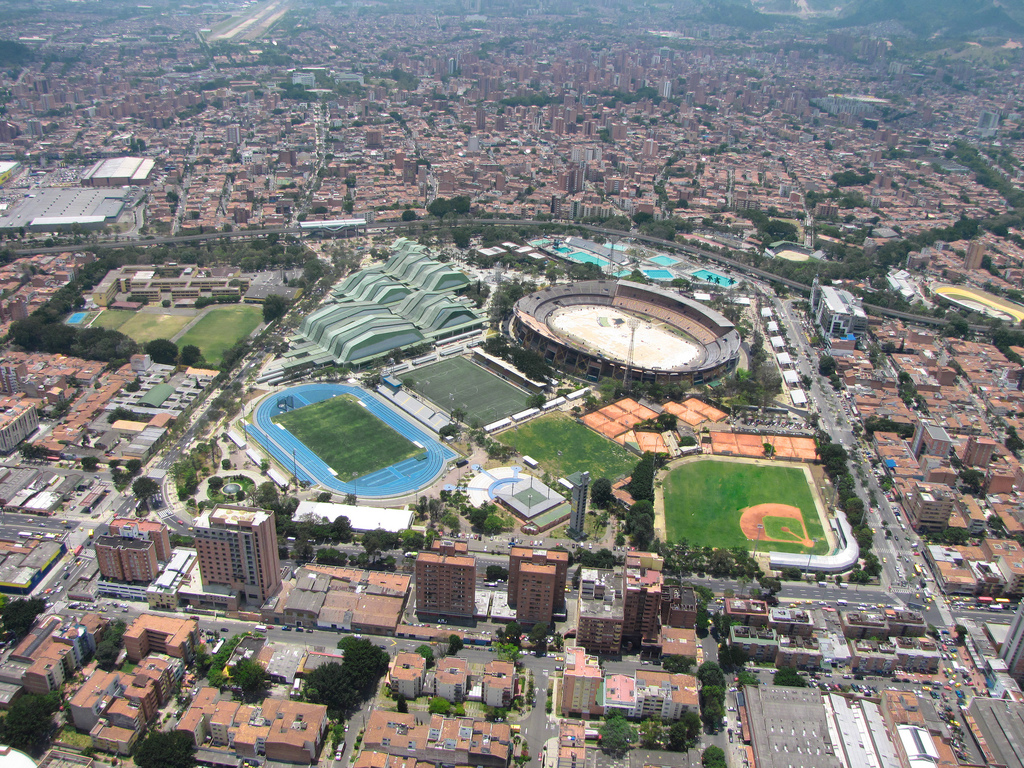
Estadio Atanasio Girardot escenario donde se jugó la Copa Alcaldía de Medellín.

## Equipos participantes
- Chile
- Colombia
- México
- Paraguay
- Perú
- Uruguay

## Resultados
- Los horarios corresponden a la hora de Colombia (UTC-5)
- Leyenda: Pts: Puntos; PJ: Partidos jugados; PG: Partidos ganados; PE: Partidos empatados; PP: Partidos perdidos; GF: Goles a favor; GC: Goles en contra; Dif: Diferencia de goles.

### Primera fase

#### Grupo A
| Equipo   | Pts | PJ | PG | PE | PP | GF | GC | Dif |
| -------- | --- | -- | -- | -- | -- | -- | -- | --- |
| Uruguay  | 4   | 2  | 1  | 1  | 0  | 2  | 1  | 1   |
| Colombia | 3   | 2  | 1  | 0  | 1  | 6  | 3  | 3   |
| Chile    | 0   | 2  | 0  | 1  | 1  | 1  | 2  | -1  |

| 18 de octubre de 2010, 00:00 | Colombia    | 1:2 (0:1) | Uruguay         | Estadio Atanasio Girardot, Medellín    |                                        |
|                              | Arias 90+4' |           | Machado 52' 90' | Árbitro(s): Óscar Alexis Gutiérrez (-) | Árbitro(s): Óscar Alexis Gutiérrez (-) |

| 20 de octubre de 2010, 16:00 | Chile | 0:0 (0:0) | Uruguay | Estadio Atanasio Girardot, Medellín |  |
|                              |       |           |         | Árbitro(s): - (-)                   |  |

| 22 de octubre de 2010, 20:00 | Colombia                              | 5:1 (1:0) | Chile            | Estadio Atanasio Girardot, Medellín |                   |
|                              | Cardona 2' 48' 71' 88' · Valencia 70' |           | Bustos 0' (pen.) | Árbitro(s): - (-)                   | Árbitro(s): - (-) |

#### Grupo B
| Equipo   | Pts | PJ | PG | PE | PP | GF | GC | Dif |
| -------- | --- | -- | -- | -- | -- | -- | -- | --- |
| México   | 6   | 2  | 1  | 1  | 0  | 5  | 1  | 4   |
| Perú     | 3   | 2  | 1  | 0  | 1  | 2  | 4  | -2  |
| Paraguay | 0   | 2  | 0  | 0  | 2  | 2  | 4  | -2  |

| 18 de octubre de 2010, 16:00 | Paraguay   | 1:2 (0:1) | Perú             | Estadio Atanasio Girardot, Medellín |                   |
|                              | Ortega 60' |           | Bustos 0' (pen.) | Árbitro(s): - (-)                   | Árbitro(s): - (-) |

| 20 de octubre de 2010, 16:00 | México                                    | 3:0 (1:0) | Perú             | Estadio Atanasio Girardot, Medellín |                   |
|                              | Victor Mañon 5' 28' · Saul Villalobos 65' |           | Bustos 0' (pen.) | Árbitro(s): - (-)                   | Árbitro(s): - (-) |

| 22 de octubre de 2010, 16:00 | México    | 2:1 (1:0) | Paraguay | Estadio Atanasio Girardot, Medellín |                   |
|                              | 36' · 54' |           | 44'      | Árbitro(s): - (-)                   | Árbitro(s): - (-) |

#### Tercer lugar
| 24 de octubre de 2010, 19:00 | Colombia                                                                  | 5:0 (1:0) | Perú | Estadio Atanasio Girardot, Medellín |                   |
|                              | Castillo 27' · Edwin Cardona 42' · Zapata 43 ' · Burbano 61' · Franco 92' |           |      | Árbitro(s): - (-)                   | Árbitro(s): - (-) |

#### Final
| 24 de octubre de 2010, 21:00 | México    | 2:2 (2:0) | Uruguay   | Estadio Atanasio Girardot, Medellín |                   |
|                              | 15' · 49' |           | 32' · 59' | Árbitro(s): - (-)                   | Árbitro(s): - (-) |

| Tiros desde el punto penal |
| 7-6 Gana México            |

| Bandera de México |
| Campeón México    |